# ГЕС Tha-htay
ГЕС Tha-htay — гідроелектростанція, що споруджується на заході М'янми. Використовуватиме ресурс із річки Tha-htay, яка дренує західний схил Араканських гір та тече до Бенгальської затоки.
У межах проекту річку перекриють кам'яно-накидною греблею висотою 91 метр та довжиною 618 метрів, яка потребуватиме 7 млн м3 матеріалу та утримуватиме водосховище з об'ємом 859 млн м3.
Зі сховища напірний водовід завдовжки 0,15 км з діаметром 9 метрів ресурс подаватиметься до пригреблевого машинного залу. Основне обладнання становитимуть три турбіни типу Френсіс потужністю по 37 МВт, які використовуватимуть напір у 62 метра та забезпечуватимуть виробництво 386 млн кВт-год електроенергії на рік.
Видача продукції відбуватиметься по ЛЕП, розрахованій на роботу під напругою 230 кВ.